# Frankrikes Grand Prix 1951
Frankrikes Grand Prix 1951 var det fjärde av åtta lopp ingående i formel 1-VM 1951. Tävlingen benämndes även Europas Grand Prix 1951.

## Resultat
- 1 Juan Manuel Fangio, Alfa Romeo[1], 4+1 poäng
- = Luigi Fagioli, Alfa Romeo[1], 4
- 2 José Froilán González, Ferrari[2], 3
- = Alberto Ascari, Ferrari[2], 3
- 3 Luigi Villoresi, Ferrari, 4
- 4 Reg Parnell, Vanwall (Ferrari), 3
- 5 Nino Farina, Alfa Romeo
- 6 Louis Chiron, Ecurie Rosier (Talbot-Lago-Talbot)
- 7 Yves Giraud-Cabantous, Yves Giraud-Cabantous (Talbot-Lago-Talbot)
- 8 Eugène Chaboud, Eugène Chaboud (Talbot-Lago-Talbot)
- 9 Guy Mairesse, Yves Giraud-Cabantous (Talbot-Lago-Talbot)
- 10 Consalvo Sanesi, Alfa Romeo
- 11 Luigi Fagioli, Alfa Romeo[3]
- = Juan Manuel Fangio, Alfa Romeo[3]

### Förare som bröt loppet
- Johnny Claes, Ecurie Belge (Talbot-Lago-Talbot) (varv 54, olycka)
- Louis Rosier, Ecurie Rosier (Talbot-Lago-Talbot) (43, transmission)
- Philippe Étancelin, Philippe Étancelin (Talbot-Lago-Talbot) (37, motor)
- Aldo Gordini, Gordini (Simca-Gordini) (27, motor)
- Harry Schell, Enrico Platé (Maserati) (23, överhettning)
- Maurice Trintignant, Gordini (Simca-Gordini) (11, motor)
- Alberto Ascari, Ferrari[4] (10, växellåda)
- André Simon, Gordini (Simca-Gordini) (7, motor)
- Robert Manzon, Gordini (Simca-Gordini) (3, motor)
- Onofre Marimón, Milano (Maserati-Milano) (2, motor)
- Emmanuel de Graffenried, Enrico Platé (Maserati) (1, transmission)
- Peter Whitehead, Graham Whitehead (Ferrari) (1, motor)